# Liste des gouverneurs romains de Bretagne
| |  |  |
| Londinium, actuel Londres, avec son prétoire ou praetorium, résidence urbaine des gouverneurs romains. |  |  |

La Bretagne est une province de l'Empire romain fondée au début de l'ère commune. Jusqu'à sa division, au début du IIIe siècle, il s'agit d'une province consulaire, c'est-à-dire que son gouverneur est nécessairement un ancien consul. La succession des gouverneurs de cette province peut être reconstruite de manière parcellaire, d'abord grâce aux récits des historiens romains, puis grâce aux sources épigraphiques. Les dates deviennent imprécises après le rappel de Cnaeus Julius Agricola en 85.

## Gouverneurs (43-211)
| Nom                                          | Empereur en exercice            | Dates de fonctions |  |
| -------------------------------------------- | ------------------------------- | ------------------ |  |
| Aulus Plautius                               | Claude                          | 43-47              |  |
| Publius Ostorius Scapula                     | Claude                          | 47-52              |  |
| Aulus Didius Gallus                          | Claude puis Néron               | 52-57              |  |
| Quintus Veranius                             | Néron                           | 57                 |  |
| Caius Suetonius Paulinus                     | Néron                           | 58-62              |  |
| Publius Petronius Turpilianus                | Néron                           | 62-63              |  |
| Marcus Trebellius Maximus                    | Néron puis les quatre empereurs | 63-69              |  |
| Marcus Vettius Bolanus                       | Vespasien                       | 69-71              |  |
| Quintus Petillius Cerialis                   | Vespasien                       | 71-74              |  |
| Sextus Julius Frontinus                      | Vespasien                       | 74-78              |  |
| Cnaeus Julius Agricola                       | Vespasien, Titus puis Domitien  | 78-84              |  |
| Sallustius Lucullus ?                        | Domitien                        | 84-89              |  |
| Aulus Vicirius Proculus                      | Domitien                        | c.93               |  |
| Publius Metilius Nepos ?                     | Domitien puis Nerva             | 96-97              |  |
| Titus Avidius Quietus                        | Nerva puis Trajan               | 97-101             |  |
| Lucius Neratius Marcellus                    | Trajan                          | c.101-103          |  |
| Marcus Appius Bradua ?                       | Trajan puis Hadrien             | 115-118            |  |
| Quintus Pompeius Falco                       | Hadrien                         | 118-122            |  |
| Aulus Platorius Nepos                        | Hadrien                         | 122-c.125          |  |
| Trebius Germanus ?                           | Hadrien                         | c.127              |  |
| Sextus Julius Severus                        | Hadrien                         | c.131-c.133        |  |
| Publius Mummius Sisenna ?                    | Hadrien                         | c.133-c.135        |  |
| Quintus Lollius Urbicus                      | Hadrien puis Antonin le Pieux   | c.138-c.144        |  |
| Cnaeus Papirius Aelianus                     | Antonin le Pieux                | c.145-c.147        |  |
| Cnaeus Julius Verus                          | Antonin le Pieux                | c.154-c.158        |  |
| Longinus                                     | Antonin le Pieux                | c.158-c.161        |  |
| Marcus Statius Priscus                       | Aurelius Verus et Marc Aurèle   | c.161-c.162        |  |
| Sextus Calpurnius Agricola                   | Aurelius Verus et Marc Aurèle   | c.161-c.166        |  |
| Quintus Antistius Adventus                   | Aurelius Verus et Marc Aurèle   | c.175-c.177        |  |
| Ulpius Marcellus                             | Marc Aurèle puis Commode        | c.177-c.180        |  |
| ?                                            | Commode                         | c. 180 c. 181      |  |
| Ulpius Marcellus                             | Commode                         | c.181-c.185        |  |
| Publius Helvius Pertinax, également empereur | Commode                         | c.185-c.187        |  |
| Decimus Clodius Albinus                      | Commode puis Septime Sévère     | c.191-c.197        |  |
| Virius Lupus                                 | Septime Sévère                  | 197-c.200          |  |
| Pollienus Auspex                             | Septime Sévère                  | c.201              |  |
| Marcus Antius Crescens Calpurnianus          | Septime Sévère                  | c.202              |  |
| Caius Valerius Pudens                        | Septime Sévère                  | c.202-c.205        |  |
| Lucius Alfenus Senecio                       | Septime Sévère                  | c.205-c.207        |  |
| Gaius Junius Faustinus Postumianus           | Septime Sévère                  | c.208-c.211        |  |

En 213, l'empereur Caracalla divise la Bretagne en deux provinces plus petites, la Bretagne supérieure et la Bretagne inférieure, chacune ayant désormais son propre gouverneur.

## Référence
- (en) Cet article est partiellement ou en totalité issu de l’article de Wikipédia en anglais intitulé « List of governors of Roman Britain » (voir la liste des auteurs).